# Call Me Irresponsible
Call Me Irresponsible ist ein Song, geschrieben von Jimmy Van Heusen (Musik) und Sammy Cahn (Text), der 1963 veröffentlicht wurde.

## Entstehung und Verwendung des Songs
Das Songwriter-Duo Van Heusen/Cahn schrieb Call Me Irresponsible für den Spielfilm Papa’s Delicate Condition (1963, Regie: George Marshall), in dem er von Hauptdarsteller Jackie Gleason vorgestellt wird. Call Me Irresponsible wurde in der Kategorie Bester Song 1964 mit einem Oscar ausgezeichnet.
Cahn erinnerte sich: Bei der Entstehung des Songs fragte Liedtexter Cahn seinen Partner Jimmy Van Heusen: „Wie findest du den Titel 'Call Me Irresponsible'? Van Heusen sagte wie immer: Was meinst du mit 'der Titel'? Ich entgegnete: Call me irresponsible, call me undependable, toss in unreliable, too. . . . Van Heusen starrte fünf Minuten an die Decke, bevor er mit einem Finger die Melodie entwarf. Der Titel irresponsible stammte direkt aus dem Filmskript; der Ausdruck formte die Kadenz für den Liedtext, was gleichzeitig die Struktur des Lieds bildete“:
Call me irresponsible, 
call me undependable, 
throw in unreliable, too.

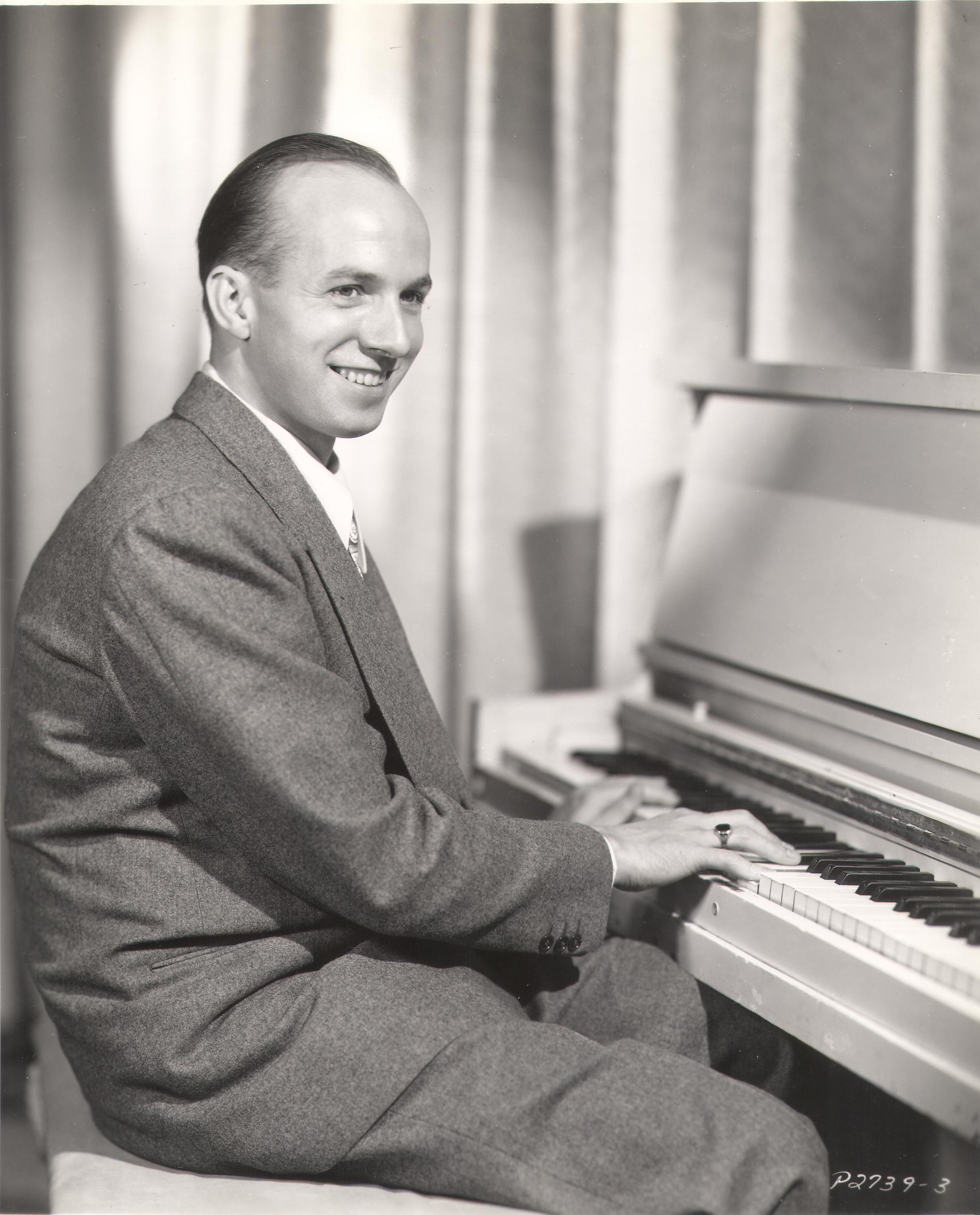
Jimmy Van Heusen

„Weil die Kadenz dieser drei Zeilen wegen der Verwendung von fünfsilbigen Wörtern ein wenig steif war, gingen wir fortan zu einer breiteren Lyrik und melodischen Linie über“:
Do my foolish alibis bore you?
Well me, I'm impractical,
Rainbows I'm inclined to pursue.
Call me irresponsible,
Yes, I'm undependable,
But it's undeniably true,
I’m irresponsibly mad for you.
Cahn wandte sich an Van Heusen und schlug vor, undependable und unreliable am Anfang auszutauschen, da undependable dann nicht mehr vorkäme; „so hatten wir unreliable, das undeniably schlägt, und das ergab einen anmutigeren Klang. Er verstand, und der Song war fertig.“

## Erste Aufnahmen und Coverversionen
Jackie Gleason nahm den Song auf seinem Capitol-Album Movie Themes for Lovers Only auf, bei dem er von einem Streichorchester und Jazzmusikern wie Pee Wee Erwin und Charlie Ventura begleitet wurde. Call Me Irresponsible wurde in den 1960er-Jahren von zahlreichen Musikern aufgenommen, u. a. von tex Beneke, Julie London, Sarah Vaughan, Jack Jones, Frank Sinatra, Andy Williams, Dinah Washington, Joe Mooney, The Four Freshmen, Steve Allen, Nancy Wilson, Joe Pass, Duke Ellington, Benny Goodman, Count Basie, Sweets Edison, George Shearing, Ahmad Jamal, Henry Mancini und später erfolgreich von Michael Bublé. Tom Lord listet 64 Coverversionen des Titels.